# Хитрич Антоніна Данилівна
Антоніна Данилівна Хитрич (1919, село Княжин, тепер Чуднівського району Житомирської області — ?) — українська радянська діячка, голова виконавчого комітету Княжинської сільської ради Чуднівського району Житомирської області. Депутат Верховної Ради УРСР 3-го скликання.

## Життєпис
Народилася у селянській родині. У 1931 році закінчила сільську школу. 
З 1931 року — колгоспниця, а з 1936 року — ланкова колгоспу імені Котовського села Княжин Чуднівського району Житомирської області. Збирала високі врожаї цукрових буряків. З 1937 року одночасно працювала головою культурно-побутової комісії та членом виконавчого комітету Княжинської сільської ради депутатів трудящих Чуднівського району Житомирської області. Завідувала дитячими яслами у селі Княжині.
Після німецько-радянської війни продовжувала працювати в колгоспі імені Котовського села Княжин Чуднівського району.
З грудня 1947 року — голова виконавчого комітету Княжинської сільської ради депутатів трудящих Чуднівського району Житомирської області.

## Нагороди
- медаль «За доблесну працю у Великій Вітчизняній війні 1941—1945 років»
- медалі